# Fredi Perlman
Fredi Perlman (engl. Fredy Perlman; 20. avgust 1934 — 26. jul 1985) je bio teoretičar, pisac, izdavač, muzičar, aktivista i jedan od najznačajnih modernih kritičara civilizacije i kapitalizma. 

## Život
Rođen je u Brnu u Čehoslovačkoj, odrastao u Boliviji, a najveći deo života proveo je u SAD. Između 1963. i 1966. živeo u Zemunu i Beogradu, gde je doktorirao na pravima i ekonomiji. Jedno vreme radio kao predavač na univerzitetima u Kalamazu (Mičigen) i Torinu. Obišao fićom dobro parče južne, zapadne i severne Evrope i učestvovao u pobuni maja 1968. u Parizu. 1985. umire u Detroitu, Mičigen.

## Delo
Bio je osnivač i urednik štamparsko-izdavačke kooperative Black & Red (Detroit), među čijim se brojnim izdanjima nalazi i prvo američko izdanje knjige Gi Debora Društvo spektakla. Uz Džona Zerzana i rani Fifth Estate časopis (takođe Detroit), najzaslužniji je za proširivanje radikalne društvene kritike na kritiku civilizacije u celini. 

## Spisi
Autor satiričnog Priručnika za revolucionarne vođe, epistolarnog romana Pisma pobunjenika, fascinantne istorijske studije Protiv Levijatana, protiv njegove Priče i poetske istorije oblasti Detroita, pisane iz ugla njenih prvobitnih stanovnika, Tesnac (The Strait), koja je ostala nedovršena. U ovoj zbirci je sakupljeno nekoliko eseja napisanih u periodu 1969 — 1984, među kojima su i dva najpoznatija: Reprodukcija svakodnevnog života i Stalna privlačnost nacionalizma.

## Spoljašnje veze
- Радови Перлмана, Анархистичка библиотека
- Fredi Perlman na Anarhističkoj enciklopediji (језик: енглески)
- Perlmanovi spisi na englekom (језик: енглески)
- Reprodukcija svakodnevnog života (језик: српски)